# سنگ‌ماهی
سنگ‌ماهی یک سرده از ماهی‌ها است که در تیره Synanceiidae قرار دارد. گونه‌های سنگ‌ماهی می‌تواند سمی، خطرناک و حتی گاهی برای انسان کشنده باشند. نام این ماهی به دلیل شباهت ظاهری آن به سنگ است. کوچکترین سنگ ماهی بیست سانتی‌متر و بزرگترین آن به پنجاه سانتی‌متر می رسد. روی قسمت پشت این ماهی ۱۳ باله تیغ مانند وجود دارد که زهر را از درون ۲ کیسه متصل به هر تیغ بافتی ایجاد می‌کند. این زهر به حدی دردناک است که قربانیان آن از شدت درد حاضر به قطع عضو آسیب دیده خود هستند. این ماهی در آب‌های دریای عمان یافت می‌شود که عموماً زیر صخره‌ها زندگی می‌کند به عنوان سمی‌ترین ماهی در دنیا شناخته شده‌است.

## گونه‌ها
سرده سنگ‌ماهی، دارای گونه‌هایی به قرار زیر است:
- Synanceia alula Eschmeyer and Rama-Rao, 1973
- Synanceia horrida (Linnaeus, 1766)
- Synanceia nana Eschmeyer and Rama-Rao, 1973
- Synanceia platyrhyncha Bleeker, 1874
- Synanceia verrucosa Bloch and Schneider, 1801

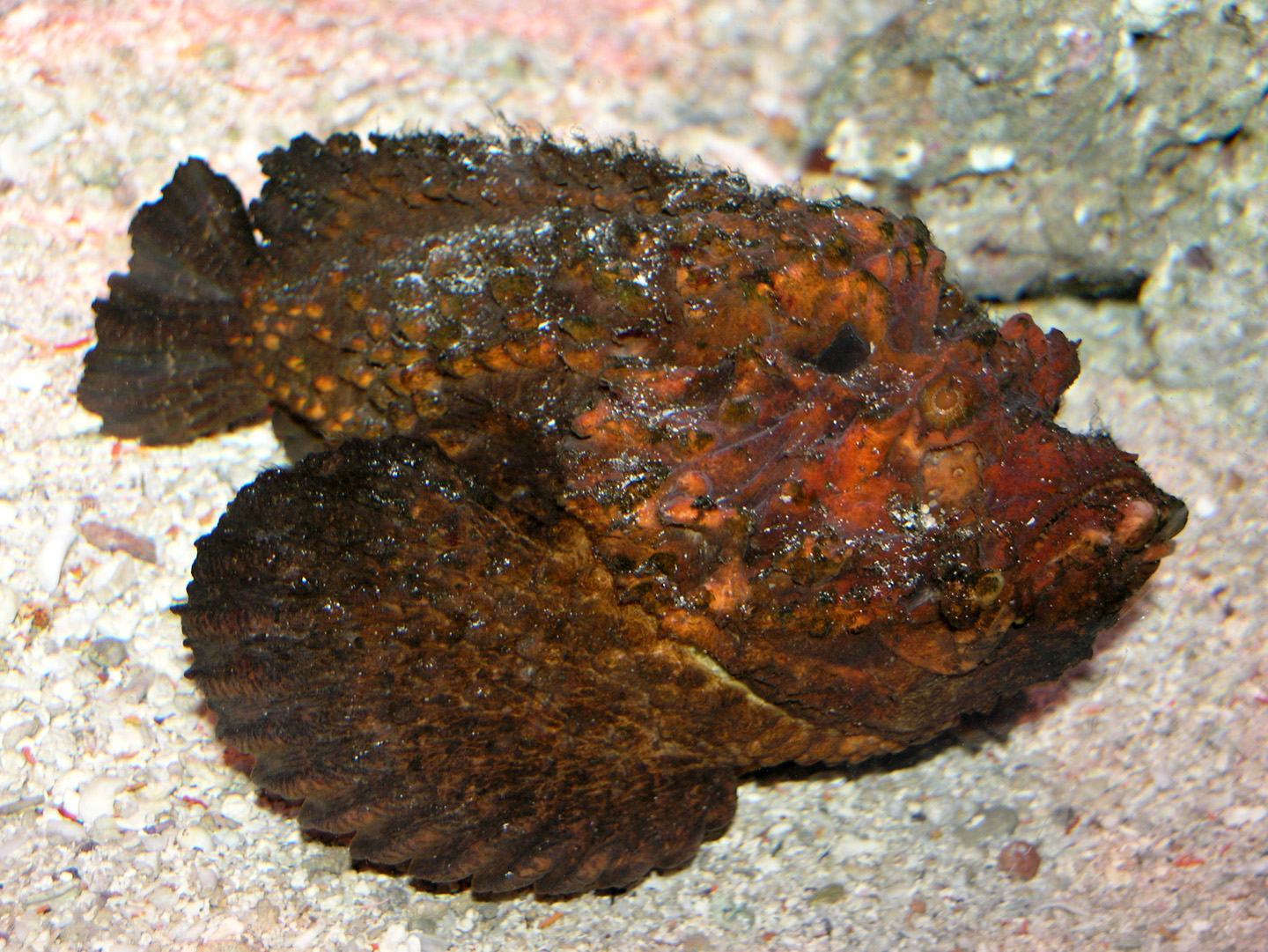
گونه Synanceia verrucosa در آکواریوم